# Río Yaqui
Le Río Yaqui est un fleuve du nord-ouest du Mexique, qui traverse l'État de Sonora du nord au sud. Il naît dans la Sierra Madre occidentale et se jette dans le golfe de Californie, près du port de Guaymas.

## Géographie
Le río Yaqui est issu de la fusion des ríos Bavispe et Papigochi non loin de la frontière des États-Unis. Il a une longueur de 554 kilomètres. Si on compte également le río Papigochi de l'État de Chihuahua, la longueur cumulée atteint 1 050 kilomètres.
Le cours du río Yaqui est parsemé de plusieurs barrages : Plutarco Elías Calles (El Novillo), Lázaro Cárdenas (Angostura) et Álvaro Obregón (El Oviáchic), qui irrigue la zone d'agriculture intensive de Ciudad Obregón.
Le bassin du fleuve Yaqui occupe près de 30 % du territoire de l'État de Sonora. Ses eaux arrosent une large zone de cultures : environ 450 000 hectares de la vallée.

## Hydrométrie - Les débits mensuels à El Novillo
Le débit du río Yaqui a été observé durant une période de 4 ans (1976-1979) à El Novillo (réservoir Plutarco Elías Calles), station située à plus ou moins 150 km en amont des secteurs irrigués de la région de Ciudad Obregón, et donc assez éloignée de l'embouchure du fleuve dans le golfe de Californie.
Le río Yaqui est un fleuve très régulier. Son module à El Novillo est de 78,5 m3/s pour une surface prise en compte de 57 908 km2, ce qui correspond à plus de 75 % du bassin versant du fleuve. La lame d'eau écoulée dans son bassin versant se monte de ce fait à 42,8 millimètres annuellement.
Fleuve de région aride régularisé par une série de lacs de barrage, le río Yaqui subit des fluctuations saisonnières de débit assez modérées. Le fleuve présente deux saisons de crue : la première se déroule en été, et se caractérise par des débits mensuels moyens allant de 84 à 97 m3/s de juin à septembre inclus (avec un léger sommet en juillet). La seconde période de hautes eaux a lieu de janvier à mars avec un maximum en février (110 m3/s). Les périodes d'étiage se situent donc au printemps et en automne, avec une baisse du débit mensuel moyen jusqu'au niveau de 54 m3/s aux mois d'octobre et de novembre.
Le débit moyen mensuel observé en octobre (minimum d'étiage) constitue plus ou moins la moitié du débit moyen du mois de février (maximum de l'année), ce qui souligne la faible amplitude des variations saisonnières.
Sur la période d'observation de 4 ans, le débit mensuel minimal a été de 31,5 m3/s en octobre 1978, tandis que le débit mensuel maximal s'est élevé à 160 m3/s en février 1979.